# Župnija Dobovec
Župnija Dobovec je teritorialna župnija Dekanije Zagorje (Nadškofija Ljubljana) s sedežem v Dobovcu. Župnijska cerkev v Dobovcu je posvečena sv. Ani.

## Sakralni objekti
- Cerkev sv. Ane, Dobovec
- Cerkev Marijinega vnebovzetja, Ključevica
- Cerkev sv. Neže, Kum
- Cerkev sv. Mihaela, Završje